# 张人禾
张人禾（1962年7月—），中国气象学家。主要研究东亚季风问题。他以理论说明了海洋物理过程对热带海洋气候耦合系统的影响。提出厄尔尼诺现象造成西北太平洋的异常反气旋，增强东亚沿岸南风，从而增加华南地区降水量。
张人禾1984年获兰州大学气象学学士学位，之后入中国科学院大气物理研究所，师从巢纪平，1991年获博士学位。1994年至1995年在东京大学做博士后研究。2001年至2012年任中国气象科学研究院院长。2015年获选为中国科学院院士。2018年出任復旦大學副校長。